# Vespasien Robin
Pour les articles homonymes, voir Robin.
Vespasien Robin est un botaniste français né en 1579 à Paris et mort en 1662 dans la même ville.

## Biographie
Fils de Jean Robin (1550-1629), botaniste du roi Henri IV, il fait de nombreux voyages en Grande-Bretagne, en Allemagne, en Italie et en Espagne. Il se rend également sur les côtes occidentales de l'Afrique. Il publie en 1603 le compte rendu botanique de son voyage : Exoticæ quædam plantæ a Iohanne Robino Iuniore ex Guinea et Hispania delatæ, anno 1603.
En 1620 il publie l’Histoire des plantes nouvellement trouvées en l'isle de Virginie et autres lieux, lesquelles ont été prises et cultivées au jardin de M. Robin. En 1623, il réédite en l'augmentant l'ouvrage de son père, Catalogus Stirpium qui passe de 1 300 à 1 800 espèces.
C'est à cette époque qu'il devient sous-démonstrateur au jardin de l'école de médecine
Il a prélevé des rejets des premiers exemplaires de robiniers faux-acacias introduits par son père ; ils vivent encore actuellement dans le 5e arrondissement de Paris dans le square Viviani et dans le Jardin des plantes. Ils sont parmi les plus vieux arbres de Paris et les plus vieux robiniers d’Europe.
Gaspard Bauhin dit avoir reçu de lui quatre plantes du Canada : rudbeckia laciniata, rhus triphyllum, solidago mexicana, spiraea hypericifolia,.
Le successeur de Vespasien Robin fut Denis Joncquet ; il fut nommé par Antoine Vallot (premier médecin de Louis XIV), qui lui adjoignit le jeune Guy-Crescent Fagon, petit-neveu de Guy de la Brosse, fondateur du Jardin.

## Ouvrages
- Histoire de Plantes aromatiques &c. augmentée de plusieurs Plantes venues des Indes lesquelles ont été prises & cultivées au Jardin de M Robin, Arboriste du Roi, Paris, Macé, 1619, in-16, 16 p.
- Enchiridion isagogicum ad facilem notitiam Stirpium tam indigenarum quam exoticarum quæ coluntur in horto D.D. Joan. & Vespasiani Robin, Paris, P. de Bresche, 1624, in-12, 71 p. Avec Jean Robin. Première édition : 1623